# ISO-10646
International Standaard ISO/IEC 10646 is een standaard karakterset voor Universal Coded Character Set (UCS, Unicode).

## Relatie met Unicode
- ISO/IEC 10646-1:1993 ≈ Unicode 1.1
- ISO/IEC 10646-1:2000 ≈ Unicode 3.0
- ISO/IEC 10646-2:2001 ≈ Unicode 3.2
- ISO/IEC 10646:2003 ≈ Unicode 4.0
- ISO/IEC 10646:2003 Amendement 1 ≈ Unicode 4.1
- ISO/IEC 10646:2003 Amendement 2 ≈ Unicode 5.0
- ISO/IEC 10646:2003 Amendements 3 & 4 ≈ Unicode 5.1
- ISO/IEC 10646:2003 Amendements 5 & 6 = Unicode 5.2
- ISO/IEC 10646:2003 Amendement 7 & 8 = ISO/CEI 10646:2011 ≈ Unicode 6.0
- ISO/IEC 10646:2012 = Unicode 6.1